# Grafikeren Poul Bjørklund
Grafikeren Poul Bjørklund er en dansk portrætfilm fra 1961 instrueret af Kristian Begtorp.

## Handling
Poul Bjørklund (1909-1984) er både maler og grafiker. Filmen viser grafikeren med raderpladen i naturen og hans arbejde både ved raderpressen og ved de komplicerede processer, der foregår i forbindelse med den litografiske presse.